# Stadio Plebiscito
Le Stadio Plebiscito est un équipement sportif italien consacré au rugby à XV. Localisé à Padoue, région de la Vénétie, dans la plaine du Pô, située dans le nord de l'Italie.
C'est une arène de 9 600 places, qui accueille le club de Petrarca Rugby Padoue, qui évolue au plus haut niveau du rugby à XV italien, le Super 10 et qui dispute assez régulièrement le Challenge européen. Le stade peut accueillir occasionnellement d'autres spectacles comme des concerts de musique.